# مسلط بن ربيعان
مسلط بن محمد بن ربيعان الثبيتي الروقي العتيبي فارس، وشيخ قبيلة عتيبة، وقائد الروقة في وقعة طلال الثانية.

## نسبه
هو مسلط بن محمد بن حمود بن محصن بن حصن بن مسلم بن ربيعان بن نوار بن عفار، من ذوي ثبيت من الروقة من عتيبة، وأخوه هو سلطان بن ربيعان الذي من نسله عمر بن ربيعان.
وآل ربيعان أسرة مشيخة يعود نسبهم إلى الثبتة من قبيلة عتيبة، وكانوا شيوخا على عتيبة كافة ببعض الفترات، وهم شيوخ فرع الروقة من عتيبة.

## حياته

### توليه المشيخة
كان أخوه سلطان بن ربيعان، هو الأمير وكان لمسلط دور في أحداث القبيلة، وترك سلطان له القيادة في وقت مبكر من شبابه وقد ورد اسمه أول مرة سنة 1845م عندما توجه سلطان بن ربيعان مع المديد وهي حملة قبيلة عتيبة التي تذهب بها بكل سنة لجلب التمور، وترك في قيادة القبيلة، أخاه مسلط. وقبل وفاة مسلط بفترة ترك المشيخة إلى ابن أخيه تركي بن سلطان بن ربيعان.

## علاقاته

### علاقته مع آل سعود
في سنة 1873م غزا سعود بن فيصل آل سعود مسلط بن ربيعان بسبب ميول مسلط إلى الإمام عبد الله حسب بعض الروايات، وكان موقف مسلط من خلاف سعود وعبد الله أبناء فيصل بن تركي آل سعود هو عدم التدخل بينهم، والسبب الذي جعل سعود بن فيصل آل سعود يهاجم مسلط بن ربيعان في وقعة طلال الثانية، هو عدم وفوده عليه بعد وقعة البرة التي انتصر فيها على أخاه عبد الله، وأيضا مهاجمة مسلط لقرى بقرب الرياض. وتسببت وقعة طلال في وفاة الإمام سعود، وبعد سنتين قام عبد الرحمن بن فيصل آل سعود، بمهاجمة مسلط بن ربيعان وهزم الإمام عبد الرحمن في المعركة، وتُعرف المعركة باسم مناخ الضال او الدوادمي.

### علاقاته مع آل رشيد
في احد السنوات استولى مسلط بن ربيعان على هجن ابن رشيد واعلم رئيس الرعاة في حائل ابن رشيد واستدعى أخاه عبيد العلي الرشيد، وهجم على مسلط بن ربيعان وبعدها بدأت معارك مسلط بن ربيعان وآل رشيد.

## معاركه

### وقعة الدفينة (معتق)
في سنة 1845م ذهب سلطان بن ربيعان اخ مسلط بالمديد وهي حملة لقبيلة عتيبة الهدف منها جلب التمور، وعند مرور الحملة بالحوطة علم بها محمد بن هادي بن قرملة أمير قحطان، وتوجه بقبائل قحطان و استعان بقحطان الجنوب، وأرسل سلطان شخصا إلى مسلط يحذره، (وسبق تحذير قحطان بيومين بكثرة جيش محمد بن هادي من القبائل.) وجمع مسلط من معه من أمراء عتيبة وأبلغهم الخبر وأخذ رأيهم. وبعدها بفترة نزل محمد بن هادي بمجموعة أمام منازل عتيبة. وجرت معركة في منطقة الدفينة وانهزمت قحطان فيها.

### وقعة طلال الثانية
بعد وقعة البرة في سنة 1288 للهجرة، وفد رؤساء القبائل لتهنئة الإمام سعود بن فيصل آل سعود على انتصاره على أخيه الإمام عبد الله إلا أن مسلط بن ربيعان شيخ عتيبة لم يفد عليه، فنقم عليه الإمام سعود وحين أستتبت الأمور وانتهت إليه خرج لمقاتلته وقد انضمت إليه قبائل العجمان ومطير وسبيع والسهول والدواسر. وصل النذير إلى الشيخ مسلط قبل وصول الجيش وكان مسلط ومن معه موجودين في حرة كشب عند جبل طلال. قام مسلط بن ربيعان بإبعاد النساء والأموال عن موقع المعركة واستعد بمن معه للقتال وكان عددهم 800 رجل، وعدد جيش الإمام سعود 3,000 مقاتل. اقتتل الفريقان من الصباح حتى وقت الظهر ثم انهزم الإمام سعود واستولى الروقة على مخيمه وخيله وتبعوا المنهزمين من جيش الإمام فقتلوا كثيراً منهم ومات بعضهم عطشاً وهرب الإمام سعود ومن بقي معه إلى الرياض وهو مصاب. كانت هذه المعركة حاسمة في تاريخ الإمام سعود والذي لم تقم له قائمة بعد ذلك.
ووصف الشاعر بولس سلامة، وقعة طلال في قصيدته التي اسمها أولاد فيصل، وابياتها:

### وقعة الضال
مناخ الدوادمي او مناخ الضال، وهي المعركة الأولى للإمام عبد الرحمن بعد توليه الحكم عام 1292هـ. عندما حل محل أخيه الذي توفي (الإمام سعود بن فيصل)، وأخذ البيعة له، نشط أخوه الإمام عبد الله (الإمام السابق) بعد وفاة منافسه (الإمام سعود) وهزيمته أمام قبيلة عتيبة في وقعة طلال الثانية، قبل وفاته بأيام. فأراد أخوه عبد الله استعادة الحكم. وبعث أخاه محمد بن فيصل، وانضم إليه رجال قبيلة عتيبة ليستولوا على الوشم وما حولها. وعندما علم الإمام عبد الرحمن بالأمر خرج من الرياض، ومعه قوة كبيرة ليصد جيش أخيه عبد الله، وتمكن من هزيمته. وبعد ذلك ذهب إلى بلدة الدوادمي ليقاتل مسلط بن ربيعان، ومعه قبيلة مطير، والعجمان، ووجد مسلط ابن ربيعان، ومعه رجال آخرون من عتيبة. فدارت معركة طاحنة انتصرت فيها قبيلة عتيبة بقيادة ابن ربيعان، على الإمام عبدالرحمن، وعاد بعد الهزيمة إلى الرياض ، وذلك عام 1292هـ /1875م.

## أبناؤه
- نورة تزوجها بجاد بن سلطان بن هندي بن حميد، وانجبت جهجاه.[4]
- علوش
- نايف
- منيف
- حاكم

## وفاته
توفي مسلط بن ربيعان سنة 1311 هـ بعمر كبير ويعتبر من المعمرين، وكان يعاني من ضعف في النظر والسمع، وشبه محمد بن ناصر أبو حمرا تعمير مسلط بتعمير دريد بن الصمة.